# Shibtu
Shibtu var en forntida drottning av Mari 1775–1761 f.Kr., gift med kung Zimri-Lim av Mari. Hon fungerade som regent i Mari under sin makes frånvaro.
Hon var dotter till kung Yarim-Lim I och drottning Gashera av Yamhad. Hon gifte sig med Zimri-Lim cirka 1775 f.Kr., sedan han hade fått hennes fars hjälp att bestiga tronen i Mari, sedan den stulits av en usurpator som mördat hans far. 
Som Maris drottning fick Shibtu ansvar för palatsets angelägenheter, bland annat de många verkstäder som var verksamma där. Paret fick åtminstone en son och flera döttrar, varav en blev guvernör i en av hennes fars städer och två andra gifte sig med kungar. 
I hennes makes frånvaro fungerade Shibtu som regent, och en korrespondens mellan henne och hennes make är bevarad, där de håller varandra underrättade om statens affärer. 
År 1761 f.Kr. intogs och plundrades Mari av babylonierna under Hammurabi, varpå kungariket krossades och Mari blev en tynande stad under Babylons överhöghet.